# Emilia-Romagna
Emilia-Romagna este o regiune din nordul Italiei, la Marea Adriatică. Are o formă asemănătoare cu un triunghi dreptunghic, fiind limitată de Marea Adriatică la est, râul Po la nord și de Apenini la sud. Regiune dens populată, (în special în partea de câmpie), Emilia Romagna este printre cele mai bogate regiuni italiene și este în general privită și ca una dintre cele mai frumoase pentru a locui în ea. Bucătăria regiunii Emilia-Romagna este una dintre cele mai caracteristice pentru Italia.
Agricultura este principala activitate economică: cultivarea cerealelor, cartofilor, porumbului, roșiilor și a cepei sunt cele mai importante, împreună cu cea a fructelor și a strugurilor destinate producției de vinuri (din care, probabil, cel mai faimos este Lambrusco). Creșterea animalelor este și ea dezvoltată, în special cea a porcilor și a bovinelor.
Industria din Emilia-Romagna este dezvoltată, în mod special industria alimentară și turismul pe coasta Mării Adriatice.
Cel mai important oraș este Bologna, un centru istoric, cultural și de distracție de importanță națională. Alte orașe sunt: Parma, Piacenza, Reggio nell'Emilia, Modena, Rimini, Ferrara, Forlì și Ravenna.